# Rick Mitchell
Pour les personnes ayant le même patronyme, voir Mitchell.
Richard ("Rick") Charles Mitchell, né le 24 mars 1955 à Sydney et mort le 30 mai 2021 à Brisbane, est un ancien athlète australien, spécialiste du 400 m, médaillé olympique aux Jeux olympiques d'été de 1980.

## Palmarès

### Jeux olympiques
- Jeux olympiques d'été de 1976 à Montréal ( Canada)
  - forfait en quart de finale sur 200 m
  - 6e sur 400 m
  - éliminé en série en relais 4 × 400 m
- Jeux olympiques d'été de 1980 à Moscou ( Union soviétique)
  -  Médaille d'argent sur 400 m
- Jeux olympiques d'été de 1984 à Los Angeles ( États-Unis)
  - 4e en relais 4 × 400 m

### Jeux du Commonwealth
- Jeux du Commonwealth de 1978 à Edmonton ( Canada)
  -  Médaille d'or sur 400 m
  -  Médaille de bronze en relais 4 × 400 m
- Jeux du Commonwealth de 1982 à Brisbane ( Australie)
  -  Médaille d'argent sur 400 m
  -  Médaille d'argent en relais 4 × 400 m